# De son vivant
De son vivant je francouzský hraný film z roku 2021, který režírovala Emmanuelle Bercot podle vlastního scénáře. Snímek měl světovou premiéru na filmovém festivalu v Cannes dne 10. července 2021.

## Děj
Devětatřicetiletý Benjamin zjistí, že má nevyléčitelnou nemoc, a že mu zbývá jen málo času. Pro jeho matku Crystal je to hrozné zjištění.

## Obsazení
| Catherine Deneuve | Crystal         |
| Benoît Magimel    | Benjamin        |
| Gabriel Sara      | doktor Eddé     |
| Cécile de France  | Eugénie         |
| Oscar Morgan      | Léandre         |
| Lou Lampros       | Lola            |
| Melissa Georgeová | Anna            |
| Clément Ducol     | William         |
| Julie Arnold      | lékařka         |
| Anna Stanic       | dívka v divadle |

## Ocenění
- Cena Lumières: nejlepší herec (Benoît Magimel), nominace na nejlepší film
- César: nejlepší herec (Benoît Magimel)